# John Shirwood
John Shirwood (auch Sherwood) († 14. Januar 1493 in Rom) war Bischof von Durham. Er verfasste eine Abhandlung über das Zahlenkampfspiel. Bekannt ist er heute vor allem durch die von ihm gesammelten Handschriften und Inkunabeln. Er gilt als erster Botschafter Englands am Heiligen Stuhl.

## Leben
Der Sohn eines Stadtschreibers von York gleichen Namens erlangte an der Universität Cambridge die akademischen Grade eines Magister artium und eines Baccalaureus der Theologie. An dieser Universität übte Shirwood 1450/1451 das Amt eines Senior Proctor aus. Im Herbst 1456 erhielt er in Oxford die Erlaubnis, dort den Grad eines Doktor der Theologie zu erwerben. Eine Zeitlang beabsichtigte Shirwood in den Kartäuserorden einzutreten. Vermutlich in Oxford lernte er den jungen Hochadeligen George Neville, Elekt von Exeter, kennen, welcher ihn in den folgenden Jahren protegierte. So erhielt Shirwood auch eine Pfründe in Exeter. In einem Brief an Bischof Neville wurde Shirwood als Kanzler der Kathedrale von Exeter erwähnt.
Er verfasste ein Versepitaph zum Gedenken an John Sowthel, Nevilles Seneschall, der unter diesem Namen sonst nicht nachweisbar ist. Das Epitaph wurde wahrscheinlich Anfang 1462 anlässlich des Begräbnisses oder der Jahrzeit John Sowthels verfasst und wohl auf Pergament in der Nähe seines Grabes in der Kathedrale von Exeter angebracht. In diesem Gedicht lässt Shirwood den auf dem Sterbebett liegenden Sowthel von der Nichtigkeit weltlicher Würden und Reichtümer sprechen (contemptus mundi). Einige Verse spielen propagandistisch auf politische Ereignisse an, welche kurz zuvor das Haus York in den Rosenkriegen begünstigten, andere preisen den Bischof George Neville. Eine Abschrift des Epitaphs ist in einer im dritten Viertel des 15. Jahrhunderts vermutlich im Umfeld einer englischen Kartause entstandenen Sammelhandschrift, heute in der Princeton University Library unter der Signatur Taylor Ms. 22 aufbewahrt, erhalten. John Leland berichtete, er habe in Fountains Abbey ein Shirwood zugeschriebenes Gedicht gelesen und ihm sei zugetragen worden, dass dieser auch ein Werk zum Lobe Englands verfasst habe. Diese Werke sind jedoch verschollen.
Shirwood hatte die Angewohnheit, in seinen Büchern, meist auf dem letzten Blatt, zu notieren, wo und wann er das betreffende Buch gekauft hatte. Im Sommer 1461 war Shirwood in London und erstand eine Handschrift aus dem 13. Jahrhundert mit dem Psalterkommentar des Petrus Cantor. Eine humanistische Sammelhandschrift aus Italien kaufte er im Dezember 1464. Für George Neville war er, wohl wegen seiner guten Lateinkenntnisse, in dieser Zeit als Sekretär tätig. Dabei kam er vermutlich auch in Kontakt mit griechischen Emigranten und begann Griechisch zu lernen. Als George Neville Erzbischof von York wurde, folgte ihm Shirwood 1465 in die neue Diözese und wurde Archidiakon von Richmond. In York erwarb Shirwood im Oktober dieses Jahres eine Iustinushandschrift aus dem 12. Jahrhundert. Sein Einkommen wuchs in den folgenden Jahren weiter durch die Anhäufung von etlichen Pfründen. Meister der Hospitäler von St. Edmund the King in Gateshead und St. Nicholas in York war er seit 1467.
Nachdem die Nevilles 1470 die Seiten gewechselt und kurz König Heinrich VI. aus dem Haus Lancaster wieder zum Thron verholfen hatten, erlangte Shirwood von dem siegreich zurückgekehrten Eduard IV. Ende Juni 1471 ein Generalpardon. Im gleichen Jahr erhielt Shirwood auch die besonders reiche Goldene Pfründe von Masham. Nun war er wohlhabend genug, um Bücher für sich abschreiben zu lassen, ein Terenz und Ciceros de Finibus gelangten so in seine Bibliothek. Seinen nächsten Bücherkauf tätigte Shirwood Anfang 1474 in Rom, Ciceros Reden gedruckt von Konrad Sweynheym und Arnold Pannartz. In diesem oder dem folgenden Jahr besuchte er seinen Gönner George Neville in dessen Exil in Calais. Um diesen aufzuheitern, brachte Shirwood ihm das Zahlenkampfspiel bei. Er selbst hatte es in der Jugend von seinem Dialektik- und Mathematiklehrer gelernt, vereinfachte und straffte das Regelwerk aber, als er es aus dem Gedächtnis niederschrieb.
Im Jahr 1475 wurde Shirwood in die Bruderschaft des englischen Hospitals von St. Thomas in Rom aufgenommen, und im folgenden Frühjahr zum Kämmerer dieses Hospitals gewählt. Dies gab ihm einen Vorwand länger als die damals Gesandten erlaubten sechs Monate an der Kurie zu bleiben. Etliche weitere Drucke antiker Autoren fanden in diesen Jahren durch Kauf den Weg in Shirwoods Bibliothek. Von Papst Sixtus IV. erhielt er im Herbst 1476 den Titel eines Protonotars beim Heiligen Stuhl. König Eduard IV. akkreditierte seinen Kaplan John Shirwood im Dezember 1477 als seinen Prokurator in Rom. Als solcher nahm er in kirchlichen Dingen die Interessen seines Herren war und verfolgte auch die Geschäfte anderer Engländer an der Kurie. Spätestens seit seiner Teilnahme an einer Sondergesandtschaft im Jahre 1479 galt Shirwood auch als orator (lat.= Redner), im kurialen Sprachgebrauch jener Jahre somit als Botschafter seines Königs. Da Shirwood diese Funktion eines ständigen Gesandten in den Jahren bis zu seinem Tod gleichsam ununterbrochen ausübte, gilt er heute als erster Botschafter des englischen diplomatischen Dienstes.
Spätestens seit 1480 mietete Shirwood das teuerste Haus, welches das Thomas-Hospital zu vermieten hatte, er lebte darin bis 1486. Er fand auch Anschluss an Humanistenzirkel, sein Buch über den Zahlenkampf widmete er 1480 seinem neuen Gönner Kardinal Marco Barbo. Die Erfindung des Spiels schrieb er (fälschlich) einem antiken Philosophen zu. Das Werk wurde 1482 bei Stephan Plannck zum Druck gebracht und erregte schnell in ganz Europa Aufsehen. Was in der Frühen Neuzeit über dieses Spiel bekannt war, ging auf diese Schrift zurück.
Ende Januar 1484 wurde John Shirwood auf Betreiben des neuen Königs Richard III. zum Bischof von Durham gewählt. Auch dieser König entsandte Shirwood als Botschafter nach Rom. In Begleitschreiben an den Papst und die Kardinäle setzte sich Richard III. nicht nur dafür ein, Shirwood zum Bischof von Durham zu machen, sondern schlug auch (vergeblich) vor, ihn zum Kardinal zu kreieren. Die päpstliche Provision auf den Stuhl von Durham erhielt Shirwood am 29. März, die Temporalien wurden ihm am 24. April übertragen, am 26. Mai wurde er in Rom geweiht. Er nahm in seiner Funktion als Botschafter des Königs von England an päpstlichen Zeremonien teil. Möglicherweise knüpfte Shirwood in Rom auch schon Kontakte zu den Abgesandten Henry Tudors beim Papst. Im Sommer 1485 erhielt Shirwood endgültig die weltliche und geistliche Macht eines Bischofs von Durham. Seine enge Verbindung zu Richard III. scheint Shirwood nach der Schlacht von Bosworth nicht geschadet zu haben, Heinrich VII. ernannte ihn im Februar 1486, neben anderen, zu seinem Prokurator in Rom.
An der großen Gesandtschaft des Jahres 1487, mit der Heinrich VII. dem Papst Innozenz VIII. für dessen Unterstützung dankte, nahm John Shirwood ebenfalls teil. Bald schon fing er wieder an Bücher zu kaufen. Für seine Kirche erlangte er im Dezember 1487 einen Ablass. Wann genau er in seine Diözese reiste, ist unbekannt. 1490 schrieb er aus seiner Residenz in Auckland an John Paston und versuchte Kohlen gegen Weizen, Wein und Wachs einzutauschen. Irgendwann in diesen Jahren widmete der griechische Emigrant Georg Hermonymos, den Shirwood vermutlich durch George Neville kennengelernt hatte, und bei dem er wahrscheinlich seine Griechischkenntnisse vervollkommnet hatte, dem Bischof von Durham eine Abschrift seiner Übersetzung von Aristoteles De virtutibus.
Bald schon wurde Shirwood wieder nach Rom entsandt, im Frühjahr 1492 war er mit Gefolge in Italien. Am 14. Juni zog er in Rom ein, wo ihn Giovanni Gigli, Prokurator Heinrichs VII. an der Kurie, bei Papst Alexander VI. einführte. Am 14. Dezember hielt Shirwood in einem Konsistorium eine Rede vor dem Papst. Am 10. Januar 1493 erkrankte Shirwood, er starb am 14. Januar und wurde in der Kirche des Thomas-Hospitals in Rom beigesetzt. Sein Grabdenkmal befindet sich heute im rechten Seitenschiff der Kirche San Tommaso di Canterbury in Rom.
Die lateinischen Bücher aus Shirwoods Bibliothek erwarb sein Nachfolger in Durham Richard Fox, der sie dem von ihm gegründeten Corpus Christi College in Oxford schenkte. Dort befinden sich diese Bücher noch heute. Randnotizen verraten, dass Shirwood nur wenige seiner Bücher, Cicero und Plutarch etwa, wirklich durchgelesen hat. Dennoch war er mit der Gedankenwelt der Humanisten vermutlich besser vertraut als seine Mitbischöfe. Seine griechischen Bücher sind, bis auf eines, eine Handschrift von Theodor Gazas griechischer Grammatik, heute verschollen.